# Club Atlético River Plate 1908
Questa voce raccoglie le informazioni riguardanti il Club Atlético River Plate nelle competizioni ufficiali della stagione 1908.

## Stagione
Nella stagione precedente il Nacional de Floresta aveva superato il River nello spareggio per l'accesso alla Copa Campeonato 1908. Promosso, si ritirò dopo due giornate per via di problemi al terreno di gioco, in cui era presente un albero che, eccessivamente vicino al campo, poteva risultare pericoloso per l'incolumità dei giocatori. Pertanto, il Nacional si sciolse e i migliori elementi della squadra andarono ad arricchire la rosa del River Plate. Con tali nuove forze, la società dalla banda rossa riuscì a vincere la Segunda División, piazzandosi al primo posto nel girone B e superando Ferro e Racing rispettivamente in semifinale e in finale. Quest'ultimo incontro, disputato il 13 dicembre, si concluse con la vittoria del River per 2-1.

## Maglie e sponsor
| Casa |

## Rosa
| N. |                      | Ruolo | Calciatore         |
| -- | -------------------- | ----- | ------------------ |
|    | Argentina (bandiera) | P     | Alejandro Luraschi |
|    | Argentina (bandiera) | D     | Batos              |
|    | Argentina (bandiera) | D     | Ricardo Cambón     |
|    | Argentina (bandiera) | D     | Arturo Chiappe     |
|    | Argentina (bandiera) | D     | Francisco Priano   |
|    | Argentina (bandiera) | C     | Julio Abaca Gómez  |
|    | Argentina (bandiera) | C     | Brevich            |
|    | Argentina (bandiera) | C     | Franco Chagnaeud   |
|    | Argentina (bandiera) | C     | Franco             |
|    | Argentina (bandiera) | C     | A. González        |
|    | Argentina (bandiera) | C     | Bernardo Messina   |
|    | Argentina (bandiera) | C     | José Morroni       |
|    | Argentina (bandiera) | C     | Dino Pierrotti     |

| N. |                      | Ruolo | Calciatore         |
| -- | -------------------- | ----- | ------------------ |
|    | Argentina (bandiera) | A     | Arce               |
|    | Argentina (bandiera) | A     | J. Casella         |
|    | Argentina (bandiera) | A     | L. Devitt          |
|    | Argentina (bandiera) | A     | Johnny Diggs       |
|    | Argentina (bandiera) | A     | Elías Fernández    |
|    | Argentina (bandiera) | A     | Anempodisto García |
|    | Argentina (bandiera) | A     | J. González        |
|    | Argentina (bandiera) | A     | Levallois          |
|    | Argentina (bandiera) | A     | Mariani            |
|    | Argentina (bandiera) | A     | Silvio Politano    |
|    | Argentina (bandiera) | A     | Ramón Peña         |
|    | Argentina (bandiera) | A     | Enrique Zanni      |

## Statistiche

### Statistiche di squadra
| Competizione     | Punti | Totale | Totale | Totale | Totale | Totale | Totale | DR  |
| Competizione     | Punti | G      | V      | N      | P      | Gf     | Gs     | DR  |
| ---------------- | ----- | ------ | ------ | ------ | ------ | ------ | ------ | --- |
| Segunda División | 33    | 18     | 16     | 1      | 1      | 63     | 15     | +48 |
| Totale           | -     |        |        |        |        |        |        | -   |